# 霍爾 (紐約州)
霍爾（英語：Hall）是位於美國紐約州安大略縣的普查規定居民點。

## 人口
根據2020年美國人口普查的數據，霍爾的面積為2.65平方千米，皆為陸地。當地共有人口202人，而人口密度為每平方千米76.23人。